# De vorming van Kyros

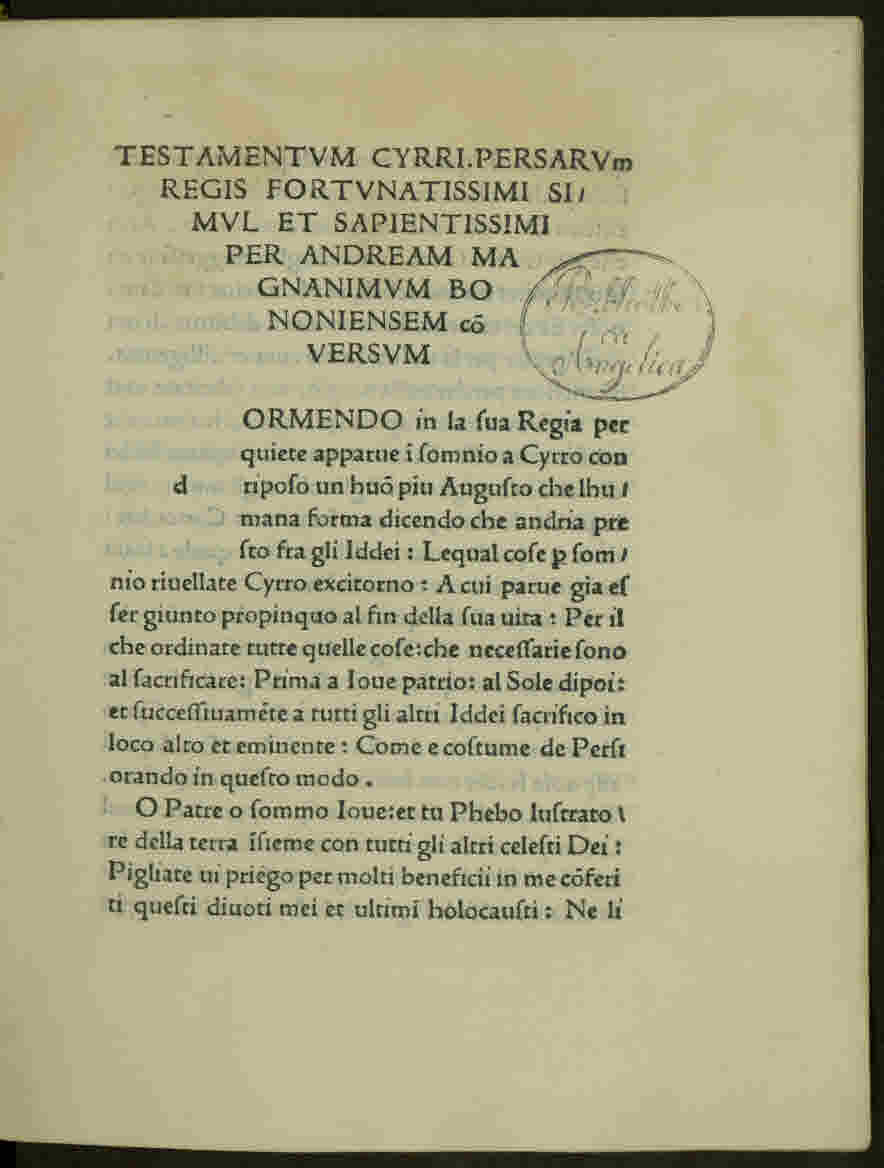
Cyropaedia

De vorming van Kyros (Oudgrieks: Κύρου παιδεία / Kúrou paideía; Latijn: Cyropaedia) is een geromantiseerde biografie van Xenofon over de Perzische koning Kyros de Grote. Vermoed wordt dat hij het werk schreef rond 370-360 v.Chr. Het bestaat uit acht boeken.

## Inhoud
In het werk toont Xenofon hoe Kyros de Grote, stichter van het rijk der Achaemeniden, uitgroeide tot de ideale heerser waar hij in die tijd voor doorging. De beschreven gebeurtenissen zijn grotendeels fictie, op enkele veldtochten en namen van familieleden na. De overdrijvingen en verzinsels werden mogelijk geput uit verhalen die de auteur oppikte in het gevolg van Kyros de Jongere. Ze stonden in elk geval mee ten dienste van Xenofons politiek-pedagogische boodschap: hij schoof Kyros en zijn opvoeding (paideia) naar voren als model, het ideaalbeeld van een verlichte alleenheerser die zijn absolute macht gebruikt in het belang van zijn onderdanen en door hen wordt bewonderd. Xenofon was dan ook een voorstander van de monarchie. Origineel was de manier waarop hij genres als biografie, roman en enkomion vermengde.

## Invloed
Met de Kyropaideia schreef Xenofon een bijzonder invloedrijk werk. Zijn mix van genres is aan te treffen bij pseudo-Kallisthenes en de latere Alexanderromans. Cicero vertaalde het werk in het Latijn en Scipio Aemilianus droeg het altijd op zich. In de late middeleeuwen en de renaissance stond de Kyropaideia model voor de vorstenspiegels. Het boek had ook de levendige bewondering van Niccolò Macchiavelli, die voorbij de idealistische elementen keek. Zijn Il Principe zit vol verwijzingen ernaar. Ook nadien werd het regelmatig tot het beste uit de klassieke literatuur gerekend. Pas in de 19e eeuw deemsterde de reputatie van de Kyropaideia weg.

## Nederlandse vertalingen
- Cyropædia Xenophontis. Dat is, Het leven ende de onder-wijsinghe van Cyrvs dies naems de eerste, coninck van Persien, vert. Adam van Zuylen van Nyevelt, 1592
- Cyropædia of Historie van Cyrus, 2 dln., 1730 (herdruk 1745: vol. I en vol. II)
- Cyropedie, of over de opvoeding en het leven van den ouden Cyrus, vert. Jan ten Brink, 1813
- Kyros de Grote. De vorming van een vorst, vert. John Nagelkerken, 1999, ISBN 9789058480026